# كوني آيلاند

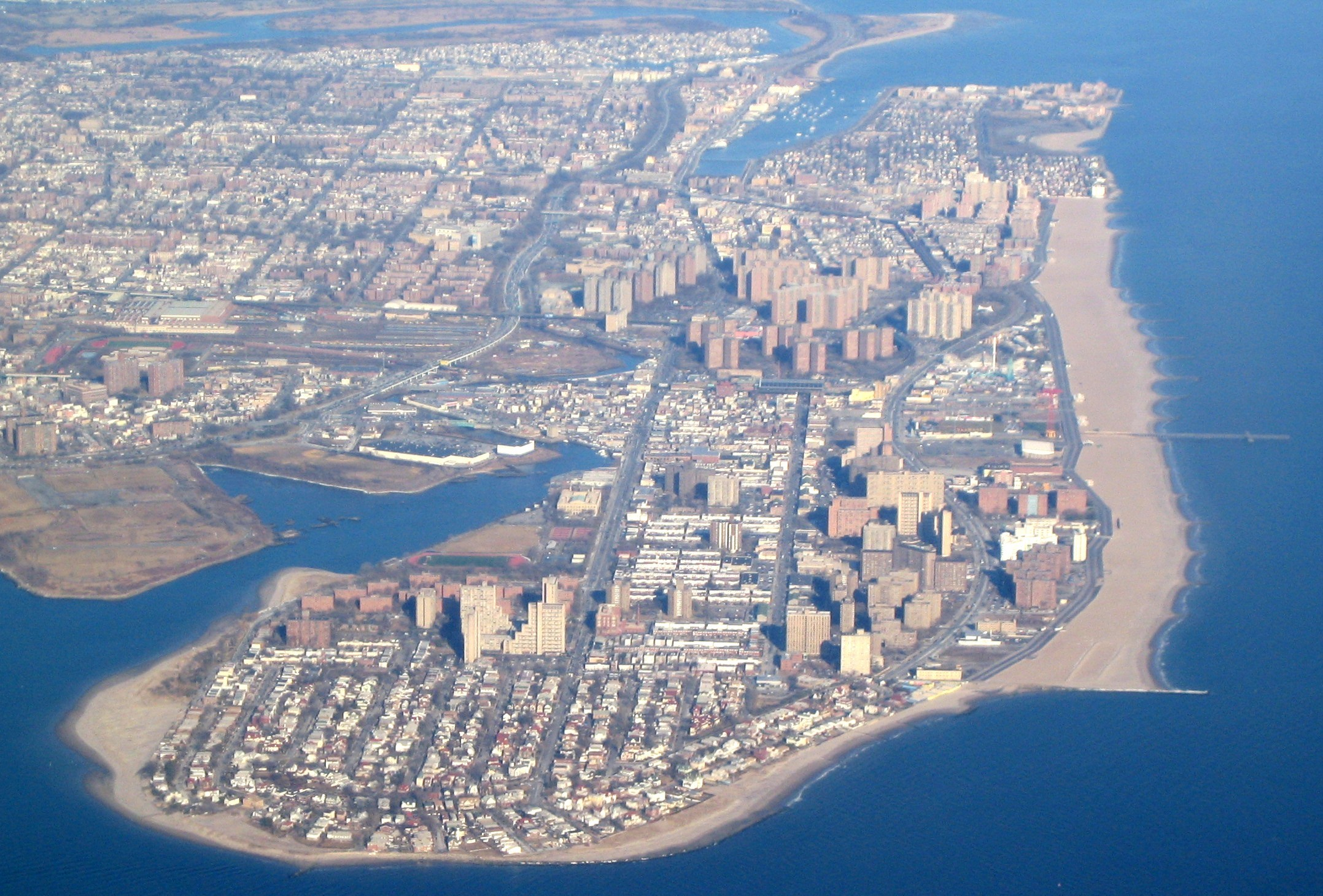
منظر جوي على شبه جزيرة كوني آيلاند.

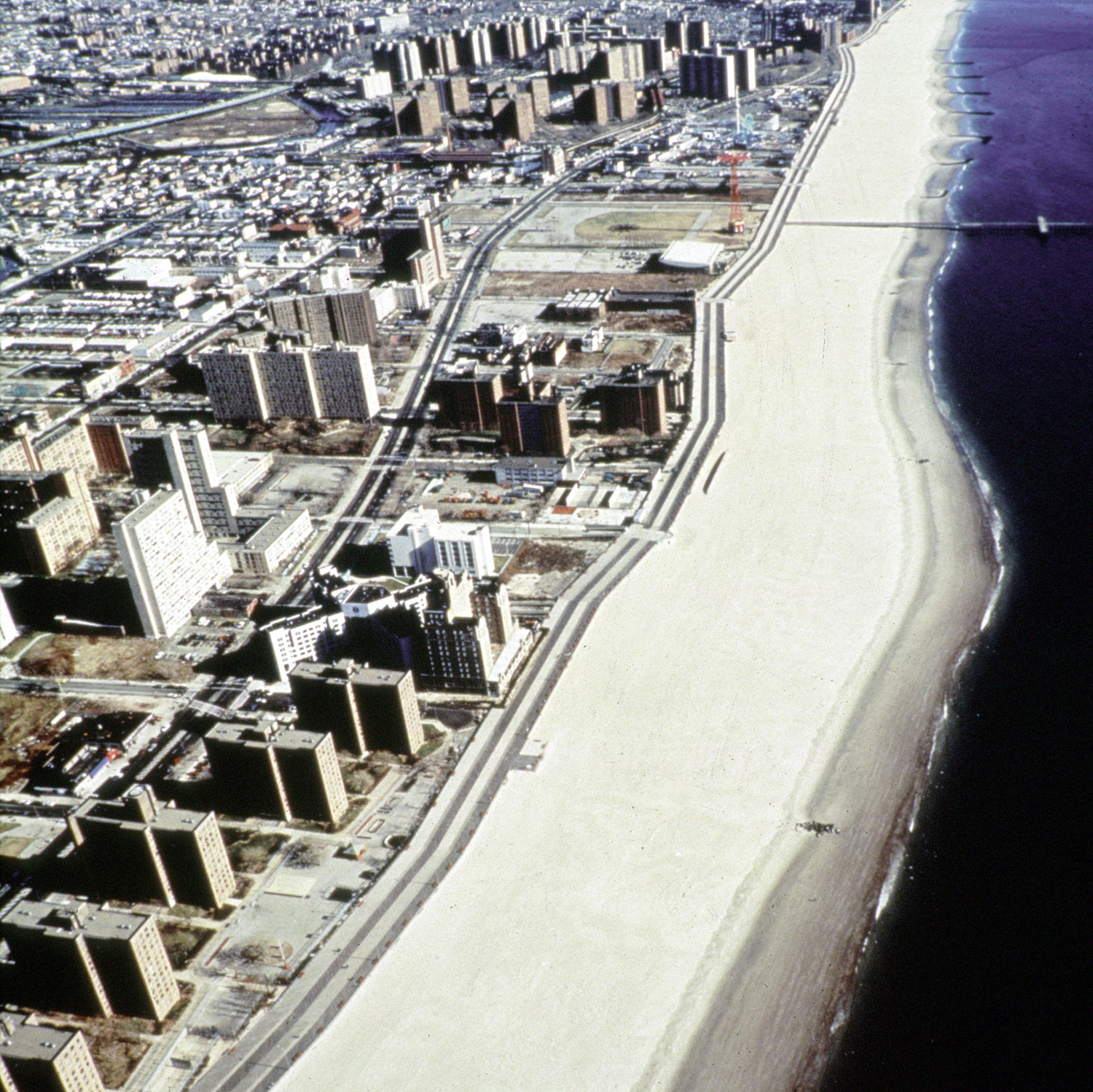
منظر جوي للشاطئ في كوني آيلاند

كوني آيلاند Coney Island هو شبه الجزيرة والشاطئ على المحيط الأطلسي في جنوب بروكلين ، نيويورك ، الولايات المتحدة.
وربما تكون كوني ايلاند أفضل متنزه ليالي ومنتجع خلال النصف الأول من القرن 20.
الحي الذي يحمل نفس الاسم هو مجتمع من 60000 شخص في الجزء الغربي من شبه الجزيرة ، مع بوابة البحر إلى الغرب منها، برايتون بيتش ومانهاتن بيتش إلى الشرق ، و جريفز إلى الشمال.

## أعلام
- إيلي بوين
- إرفينغ فيلدمان
- جورج أوهانلون
- جوزيف هيلر